# Medetera zhejiangensis
Medetera zhejiangensis är en tvåvingeart som beskrevs av Yang 1995. Medetera zhejiangensis ingår i släktet Medetera och familjen styltflugor.
Artens utbredningsområde är Zhejiang (Kina). Inga underarter finns listade i Catalogue of Life.